# Europe Direct

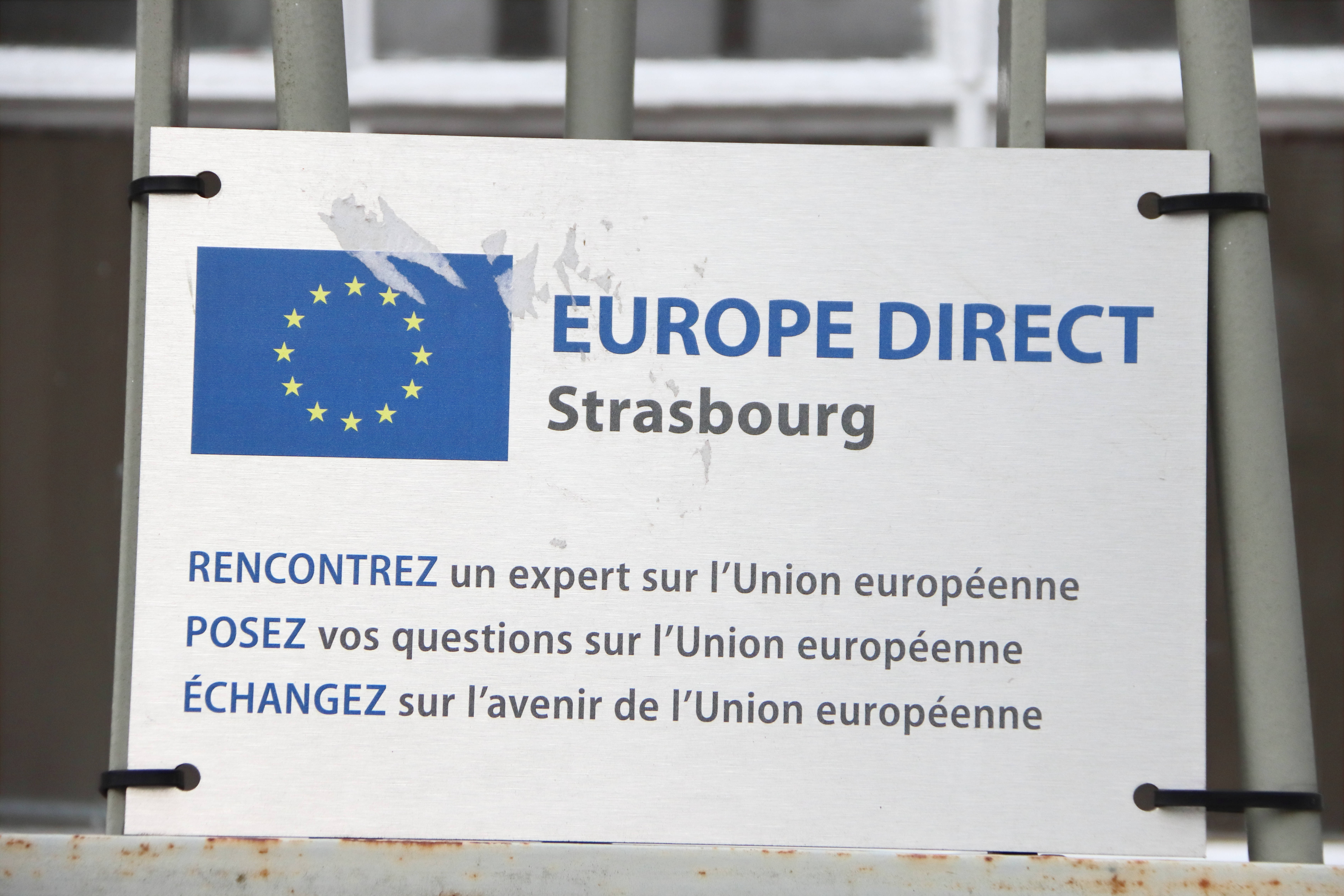
Europe Direct in Straatsburg

Europe Direct is een informatienetwerk van de Europese Commissie. Burgers kunnen er terecht met vragen over de Europese Unie. Het netwerk werd opgericht in 2005 en geherstructureerd in 2009. 
Europe Direct omvat de EUROPE DIRECT-informatiecentra, de Europese Documentatiecentra (EDC) en het callcenter. De 12 Belgische Europe Direct-bureaus zijn gevestigd in de 10 Belgische provincies, in Brussel en in de Duitstalige Gemeenschap (Eupen). De Nederlandse Europe Direct-bureaus bevinden zich in Almere, Zwolle, Curaçao, Alkmaar, Middelburg, Eindhoven, Groningen en Maastricht.